# Mylomys rex
Mylomys rex is een knaagdier uit de muizen en ratten van de Oude Wereld dat voorkomt in Ethiopië. Van dit dier is slechts één huid bekend, die toebehoorde aan een groot, oud mannetje dat in het Charada-bos in Kaffa in Ethiopië is gevangen. Hoewel M. rex oorspronkelijk als een soort van Arvicanthis werd beschreven, is hij later beschouwd als een reuzenvorm van Desmomys en ten slotte in Mylomys geplaatst. Hoewel de huid van het enige exemplaar in de meeste opzichten op die van de algemene soort M. dybowskii lijkt, is de vacht wat donkerder dan bij de meeste exemplaren van het geslacht. Daarnaast hoort dit exemplaar bij de grootste bekende exemplaren van het geslacht. De kop-romplengte bedraagt 212 mm, de staartlengte 175 mm, de achtervoetlengte 36 mm en de oorlengte 22 mm.
Mylomys dybowskii · Mylomys rex